# Sojus T-5
Sojus T-5 ist die Missionsbezeichnung für den am 13. Mai 1982 gestarteten Flug eines sowjetischen Sojus-Raumschiffs zur sowjetischen Raumstation Saljut 7. Es war der erste Besuch eines Sojus-Raumschiffs bei dieser Raumstation und der 65. Flug im sowjetischen Sojusprogramm. Das Raumschiff diente der ersten Langzeitbesatzung Saljut 7 EO-1 für den Hinflug und wurde von einer Besuchsmannschaft wieder zur Erde zurückgenommen.

## Besatzung

### Startbesatzung
- Anatoli Nikolajewitsch Beresowoi (1. Raumflug), Kommandant
- Walentin Witaljewitsch Lebedew (2. Raumflug), Bordingenieur

### Ersatzmannschaft
- Wladimir Georgijewitsch Titow, Kommandant
- Gennadi Michailowitsch Strekalow, Bordingenieur

### Rückkehrbesatzung
- Leonid Iwanowitsch Popow (3. Raumflug), Kommandant
- Alexander Alexandrowitsch Serebrow (1. Raumflug), Bordingenieur
- Swetlana Jewgenjewna Sawizkaja (1. Raumflug), Forschungskosmonautin

## Missionsüberblick
Die Elbrus-Crew startete am 17. Mai einen 28 kg schweren Amateurradiosatelliten von der Müllschleuse der Raumstation Saljut 7.  Dies war der erste Start eines Satelliten von einem bemannten Raumfahrzeug aus.
Am 25. Mai reorientierte die Crew Saljut 7 so, dass das Heck des Progress-Transporters zur Erde zeigte. Dies diente zur Stabilisierung des Orbitalkomplexes.
Lebedew schrieb in sein Tagebuch, dass die Lagesteuerungsdüsen „sehr laut“ waren und klangen als würde man ein „Fass mit dem Vorschlaghammer“ bearbeiten. 
Während des Auspackens von Progress 13 sagte Lebedew: „Es sieht hier aus, als würden wir gerade umziehen wollen“. Den nächsten Tag wurde Treibstoff vom Raumtransporter in die Raumstation gepumpt. 
Am 29. Mai wurden die gelieferten Sachen eingeordnet. Nichtbenötigte Ausrüstung und Müll wurde nach Progress 13 verladen. Lebedew sagte dazu: „wir füllten das Ausrüstungsschiff mit dem, was wir nicht brauchen und befestigen es mit Seilen. Wenn ich das Schiff betrete, klingelt es mit einem metallischen Klang, so dass es, wenn wir es abkoppeln, wie eine Blaskapelle klingen wird.“ 
Progress 13 pumpte am 31. Mai 300 l Wasser an Bord. Am 2. Juni wurde mit Hilfe des Versorgungsschiffes der Orbit auf 300 km abgesenkt um Sojus T-6 aufnehmen zu können.
Die Besatzung unternahm am 30. Juli einen Außenbordeinsatz der 2 Stunden und 33 Minuten dauerte.
Da die Sojus-Raumschiffe nur eine begrenzte Zeit im Weltraum bleiben konnten, die geplante Missionsdauer aber länger war, musste ein Raumschifftausch durchgeführt werden. Die Mannschaft von Kommandant Popow brachte mit Sojus T-7 ein neues Raumschiff zur Station und kehrte mit Sojus T-5 zur Erde zurück.